# Glansstarr
Glansstarr (Carex saxatilis) är en gräsliknande växtart. 
Höjden hos ett vuxet exemplar kan variera mellan 10 och 40 cm. Den har särskilda hanax och honax. Hanaxet sitter högst upp. I undantagsfall kan det finnas ett andra hanax. Lite längre ned sitter honaxen som kan vara 1-3 stycken, men oftast är två till antalet. Honaxet är ovanligt mörkt för en starr, nästan svart, och lite blankt. Det senare motiverar glansstarrens namn. 
Glansstarrens naturliga miljö är mycket fuktig mark, till exempel myrar och småpölar.  